# Pécloz
Pécloz – szczyt w Préalpes de Savoie, części Alp Zachodnich. Leży we wschodniej Francji w regionie Owernia-Rodan-Alpy. Leży w podgrupie Massif des Bauges. 